# The Remixes (álbum de Mariah Carey)
The Remixes é o primeiro álbum de remix da cantora e compositora americana Mariah Carey, lançado nos Estados Unidos em 3 de outubro de 2003 pela Columbia Records. É principalmente uma nova roupagem remixada de algumas das canções de Carey: o disco um é compilado de mixes de clubes, enquanto o disco dois contém colaborações e remixes hip hop. The Remixes recebeu o disco de ouro pela RIAA (Recording Industry Association of America).

## Produção
O álbum apresenta o dueto de Carey com Busta Rhymes, "I Know What You Want" (2003), originalmente gravada para o álbum It Ain't Safe No More de Rhymes. Ele também inclui duas faixas anteriormente disponíveis apenas no Japão: o So So Def Remix de "The One", um single cancelado do álbum Carey Charmbracelet (2002); e "Miss You", com Jadakiss (que foi originalmente gravado para Charmbracelet). Cinco das faixas no disco dois - "Breakdown" (1997), "Sweetheart" (1998), "Crybaby" (1999), "Miss You" e "I Know What You Want" - não são remixes. Todas as três gravadoras de Carey - Columbia Records, Virgin Records e Island Records - concordaram em licenciar faixas para o álbum, enquanto "I Know What You Want" foi licenciado pela J Records.

## Desempenho comercial
| Críticas profissionais | Críticas profissionais |
| Avaliações da crítica  | Avaliações da crítica  |
| Fonte                  | Avaliação              |
| ---------------------- | ---------------------- |
| Allmusic               | [ 1 ]                  |
| Rolling Stone          | [ 2 ]                  |
| Slant Magazine         | [ 3 ]                  |

Como o outro álbum parcialmente compilado de Carey, Greatest Hits (2001), The Remixes recebeu promoção limitada. No entanto, com seu ex-marido Tommy Mottola tendo sido demitido da Sony/Columbia, Carey foi capaz de ter uma maior participação no projeto e, consequentemente, deu algumas entrevistas em apoio ao álbum. O álbum alcançou a posição número 1 por dez semanas consecutivas no Top Electronic Albums da Billboard, vendendo 40,697 cópias em sua primeira semana de lançamento nos EUA. Ele estreou no número 26 na Billboard 200, passou cinco semanas no chart e é o primeiro álbum de Carey a não receber a certificação da RIAA. The Remixes vendeu 289.000 cópias nos EUA desde novembro de 2018.

## Faixas
| Disco um |                                                                              |                                                                        |                                                                          |         |  |
| N.º      | Título                                                                       | Compositor(es)                                                         | Produtor(es)                                                             | Duração |  |
| 1.       | "My All" (Morales "My" Club Mix)                                             | Mariah Carey Walter Afanasieff                                         | Carey Afanasieff David Morales                                           | 7:09    |  |
| 2.       | "Heartbreaker/If You Should Ever Be Lonely" (Junior's Heartbreaker Club Mix) | Carey Val Young Frederick Jenkins                                      | Carey Junior Vasquez                                                     | 10:17   |  |
| 3.       | "Fly Away (Butterfly Reprise)" (Fly Away Club Mix)                           | Carey Morales Bernie Taupin Elton John                                 | Carey Morales Satoshi Tomiie                                             | 9:50    |  |
| 4.       | "Anytime You Need a Friend" (Versão C&C Club)                                | Carey Afanasieff                                                       | Carey Afanasieff Robert Clivillés David Cole                             | 10:52   |  |
| 5.       | "Fantasy" (Def Club Mix)                                                     | Carey Tina Weymouth Chris Frantz Dave Hall Adrian Belew Steven Stanley | Carey D. Hall Morales                                                    | 11:13   |  |
| 6.       | "Honey" (Classic Mix)                                                        | Carey Morales Bobby Robinson Kool Moe Dee                              | Carey Morales Tomiie                                                     | 8:04    |  |
| 7.       | "Dreamlover" (Def Club Mix)                                                  | Carey D. Hall                                                          | Carey D. Hall Morales                                                    | 10:46   |  |
| 8.       | "Emotions" (12" Club Mix)                                                    | Carey D. Cole Clivillés                                                | D. Cole Clivillés Carey                                                  | 5:50    |  |
| 9.       | "Through the Rain" (Edição de rádio de HQ2)                                  | Carey Lionel Cole                                                      | Jimmy Jam Terry Lewis Carey James "Big Jim" Wright Hex Hector Mac Quayle | 4:05    |  |

| Disco dois | | |                                         |         |  |
| N.º        | Título | Compositor(es) | Produtor(es)                            | Duração |  |
| 1.         | "Fantasy" (com participação de Ol' Dirty Bastard)                                                                            | Carey Ol' Dirty Bastard D. Hall Frantz Weymouth Belew Stanley                                                                                      | Carey D. Hall                           | 4:52    |  |
| 2.         | "Always Be My Baby" (Mr. Dupri Mix com Da Brat e Xscape)                                                                     | Carey Jermaine Dupri Manuel Seal Jam Lewis | Carey Dupri Seal                        | 4:40    |  |
| 3.         | "My All/Stay Awhile" (So So Def Remix com Lord Tariq e Peter Gunz)                                                           | Carey Afanasieff Carl McIntosh Jane Eugene Steve Nichol                                                                                            | Carey Afanasieff Dupri Carl-So-Lowe     | 4:44    |  |
| 4.         | "Thank God I Found You" (Make It Last Remix com participação de Joe e Nas)                                                   | Carey Jam Lewis Teddy Riley Keith Sweat | Jam Lewis Carey DJ Clue? Ken Duro Ifill | 5:09    |  |
| 5.         | "Breakdown" (com participação de Krayzie Bone e Wish Bone)                                                                   | Sean Combs Carey K. Bone W. Bone Stevie J | Carey Stevie J Combs                    | 4:44    |  |
| 6.         | "Honey" (So So Def Mix com participação de Da Brat e Jermaine Dupri)                                                         | Carey Ronald Larkins Larry Price Malcolm McLaren Berry Gordy Freddie Perren Alphonso Mizell Deke Richards Stephen Hague Robinson Kool Moe Dee      | Dupri Seal                              | 5:12    |  |
| 7.         | "Loverboy" (Remix com Da Brat, Ludacris, Twenty II e Shawnna)                                                                | Carey Da Brat Ludacris Shawnna Twenty II Larry Blackmon Tomi Jenkins                                                                               | Clark Kent Carey                        | 4:31    |  |
| 8.         | "Heartbreaker" (Remix com Da Brat e Missy Elliott)                                                                           | Carey Da Brat Elliott R.E. Brown Snoop Dogg N. Hale W. Griffin III A.R. Young                                                                      | DJ Clue? Carey Ifill                    | 4:38    |  |
| 9.         | "Sweetheart" (com participação de Jermaine Dupri)                                                                            | Rainy Davis Peter Kessler | Dupri Carey                             | 4:22    |  |
| 10.        | "Crybaby" (com participação de Snoop Dogg)                                                                                   | Carey Snoop Dogg Trey Lorenz Riley Gene Griffin Timmy Gatling Aaron Hall                                                                           | Damizza Carey                           | 5:21    |  |
| 11.        | "Miss You" (com participação de Jadakiss)                                                                                    | Carey Dupri Bryan-Michael Cox J. Philips Terry Etling Linda Laurie                                                                                 | Carey Dupri Cox                         | 5:09    |  |
| 12.        | "The One" (So So Def Remix com participação de Bone Crusher)                                                                 | Carey Dupri Bone Crusher T. Riley G. Griffin A. Hall T. Gatling                                                                                    | Dupri Carey Cox                         | 4:38    |  |
| 13.        | "I Know What You Want" (Busta Rhymes e Mariah Carey com Flipmode Squad)                                                      | Busta Rhymes Spliff Star Rampage L. Jones Rah Digga Rick Rock                                                                                      | Rock Darren Rapp                        | 4:12    |  |
| 14.        | "All I Want for Christmas Is You" (So So Def Remix com participação de Jermaine Dupri e Lil' Bow Wow) (Faixa bônus japonesa) | Carey Afanasieff Arthur Baker John Robie Kevin Donovan, Ellis Williams, Robert Darrell Allen, John Miller, John Byas Ralf Hütter Florian Schneider | Carey Afanasieff Dupri                  | 3:44    |  |

## Desempenho nas tabelas musicais
| Chart (2003)                             | Maior posição |
| ---------------------------------------- | ------------- |
| Austrália (ARIA)                         | 78            |
| Escócia (Official Scottish Albums)       | 79            |
| Estados Unidos (Billboard 200)           | 26            |
| Estados Unidos (Dance/Electronic Albums) | 1             |
| Estados Unidos (Top R&B/Hip Hop Albums)  | 25            |
| França (SNEP)                            | 60            |
| França (SNEP)                            | 30            |
| Itália (FIMI)                            | 72            |
| Japão (Oricon)                           | 95            |
| Países Baixos (Dutch Charts)             | 99            |
| Nova Zelândia (RMNZ)                     | 36            |
| Reino Unido (Official Albums Chart)      | 35            |
| Suíça (Schweizer Hitparade)              | 69            |

| Chart (2003)                                       | Posição |
| -------------------------------------------------- | ------- |
| Estados Unidos (Billboard Dance/Electronic Albums) | 5       |
| Chart (2004)                                       | Posição |
| Estados Unidos (Billboard Dance/Electronic Albums) | 8       |